# Мыслить как преступник
«Мыслить как преступник» (англ. Criminal Minds) — американский телесериал о работе команды лучших следователей ФБР, способных понять и проанализировать ход мыслей самых изощрённых преступников, предугадать их дальнейшие поступки и тем самым предотвратить ужасные преступления.
Когда обычные криминалисты заходят в тупик, на помощь им приходят специалисты по поведенческому анализу. Вместо тщательного изучения улик они пытаются найти и понять мотивы преступления, досконально вникая в каждый шаг преступника и пытаясь мыслить, как он. Работая на месте преступления, эти профессионалы словно расследуют его изнутри, стараясь понять мысли преступника, какими бы тёмными они ни были.
Премьера сериала прошла на телеканале CBS 22 сентября 2005 года. В третьем сезоне сериала произошёл незапланированный перерыв из-за забастовки сценаристов. Однако в апреле 2008 года были показаны оставшиеся серии. 12 мая 2018 года CBS продлил сериал на четырнадцатый сезон. 10 января 2019 года было объявлено о продлении сериала на финальный 15 сезон, который будет включать 10 эпизодов. В феврале 2021 года ViacomCBS решили продолжить проект. Сериал был возрожден и переименован в «Мыслить как преступник: Эволюция» (Criminal Minds: Evolution), премьера шестнадцатого сезона  состоялась на Paramount+ в ноябре 2022 года. 5 июня 2024 года сериал был продлен на восемнадцатый сезон. В «Мыслить как преступник: Эволюция» к своим ролям вернулись Эй Джей Кук, Кирстен Вангснесс, Пэйджет Брюстер, Джо Мантенья, Айша Тайлер, Адам Родригес.

## Синопсис
Группа специальных агентов ФБР, служащих в Отделе анализа поведения (ОАП), специализируется на поиске серийных убийц, поджигателей, похитителей, подрывников и прочих. Обычно разбираемые дела связаны с убийцами с психологическими отклонениями, преступлениями, совершёнными с особой жестокостью, ритуальными казнями. Они расследуют дела в разных уголках США, используя т. н. «профили» — психологические портреты преступников, основанные на многолетнем опыте работы, выявлении закономерностей в поведении и статистике. Ближе к концовке эпизода члены команды представляют разработанный профиль местным властям, на основе которого происходит задержание преступника.

## Производство

### Актёрский состав
Оригинальный актёрский состав включал Томаса Гибсона, Мэнди Патинкина, Шемара Мура, Лолу Глаудини, Эй Джей Кук и Мэттью Грея Габлера. В 2006 году, в начале второго сезона, Лола Глаудини объявила о том, что она покидает проект. Причиной этого она назвала желание вернуться домой, в Нью-Йорк. Ей на смену пригласили актрису Пэйджет Брюстер, которая сыграла бывшего агента Интерпола Эмили Прентисс. Также во втором сезоне к основному составу присоединилась Кирстен Вангснесс, которая появлялась во многих эпизодах первого сезона в повторяющейся роли Пенелопы Гарсия. В начале третьего сезона из основного актёрского состава выбыл также Мэнди Патинкин, по мнению которого содержимое сериала заслуживает некоторого беспокойства. Он оставил письмо, в котором объяснил причины ухода и извинился перед своими товарищами по съёмочной площадке. Его заменил Джо Мантенья, которому досталась роль Дэвида Росси, ветерана ОАП, который стал популярным автором после того, как ушёл на пенсию, но вернулся к работе после ухода персонажа Патинкина, Джейсона Гидеона. В начале четвёртого сезона Эй Джей Кук на некоторое время покидает проект по причине беременности, её заменой на время отсутствия стала Мета Голдинг, сыгравшая Джордан Тодд, агента ФБР, тесно сотрудничавшую с Отделом по борьбе с терроризмом.
В начале шестого сезона Кук и Брюстер были вынуждены покинуть проект по причине сокращения бюджета. Также имеется информация, что на самом деле их уволили потому, что канал потребовал от продюсеров введения в сериал новых женских персонажей. Уход обеих актрис вызвал бурю негодования среди поклонников «Мыслить как преступник», в результате чего была подписана петиция с просьбой вернуть их в сериал. CBS согласились вернуть обеих актрис в седьмом сезоне, в результате чего Рейчел Николс, которая заменила их в качестве Эшли Сивер, кадета ФБР, вынуждена была уйти. В феврале 2012 года Брюстер объявила, что покидает проект после седьмого сезона. На её место взяли Джинн Трипплхорн, которая получила роль Алекс Блейк, специалиста по лингвистике. Тем не менее в девятом сезоне, в эпизоде «200», Пэйджет Брюстер появилась в качестве специального гостя.
После двух сезонов Трипплхорн ушла из проекта. Её заменила Дженнифер Лав Хьюитт, которая присоединилась к актёрскому составу как Кейт Каллахан, бывший агент ФБР под прикрытием, ставший частью команды ОАП. В десятом сезоне, когда стало понятно, что Патинкин больше не вернётся в сериал, было решено убить его персонажа за кадром. В финале десятого сезона Хьюитт и Кук покинули шоу по причине беременности. Кук впоследствии отсутствовала лишь в семи эпизодах нового сезона, после чего вновь продолжила сниматься, однако Хьюитт объявила об окончательном уходе из сериала.
Двенадцатый сезон показал значительные изменения в актёрском составе. Прежде всего, из проекта ушёл Шемар Мур, который на протяжении предыдущих 11 сезонов играл специального агента Дерека Моргана. Причиной своего ухода актёр назвал поиск перспектив дальнейшего творческого роста: «Я не стал режиссёром, я не написал ни одного сценария, но я вырос и ухожу, потому что я хочу продолжить расти как актёр… Я ухожу, чтобы узнать о том, на что я ещё способен». После его ухода Айша Тайлер, ранее периодически появлявшаяся в роли доктора Тары Льюис, вошла в основной состав исполнителей. Кроме того, Адам Родригес, ранее снимавшийся в сериале «C.S.I.: Место преступления Майами», был приглашён в проект в качестве агента-новичка Люка Элвеса.
Во время съёмок второго эпизода двенадцатого сезона произошёл инцидент, в результате которого контракт с актёром Томасом Гибсоном был приостановлен на некоторое время. Согласно заявлениям свидетелей, актёр подрался со сценаристом и продюсером шоу Вёрджилом Уильямсом якобы из-за одной из строк диалога. Сам Гибсон утверждал, что лишь защищался, опасаясь удара от Уильямса, который владеет боевыми искусствами. В результате в начале августа контракт был аннулирован и Гибсон появился лишь в двух первых эпизодах сезона, но значится в них как актёр основного состава. Незадолго до инцидента стало известно, что Пэйджет Брюстер вернётся в шоу, появившись в нескольких эпизодах. После ухода Гибсона она была повышена до актрисы основного состава .
Также после того, как Томас Гибсон вынужденно покинул проект, ему на смену пригласили актёра Дэймона Гаптона, известного по роли в сериале «Империя». Как было раскрыто, он сыграет нового члена команды ОАП, Стивена Уокера, бывшего служащего отдела контрразведки ФБР и опытного профайлера. Так как уход Гибсона был внезапным, Гаптон не проходил прослушивание, роль ему была предложена шоураннером сериала Эрикой Мессер. Также стало известно, что Уокер, персонаж, которого сыграл Гаптон, не будет прямой заменой, так как пост главы ОАП займёт персонаж Пэйджет Брюстер, Эмили Прентисс.

## В ролях
| Актёр                | Персонаж        | Сезоны        | Сезоны     | Сезоны            | Сезоны     | Сезоны     | Сезоны     | Сезоны     | Сезоны     | Сезоны            | Сезоны            | Сезоны            | Сезоны            | Сезоны            | Сезоны     | Сезоны     |
| Актёр                | Персонаж        | 1             | 2          | 3                 | 4          | 5          | 6          | 7          | 8          | 9                 | 10                | 11                | 12                | 13                | 14         | 15         |
| -------------------- | --------------- | ------------- | ---------- | ----------------- | ---------- | ---------- | ---------- | ---------- | ---------- | ----------------- | ----------------- | ----------------- | ----------------- | ----------------- | ---------- | ---------- |
| Мэнди Патинкин       | Джейсон Гидеон  | Постоянный    | Постоянный | Специальный Гость |            |            |            |            |            |                   |                   |                   |                   |                   |            |            |
| Томас Гибсон         | Аарон Хотчнер   | Постоянный    | Постоянный | Постоянный        | Постоянный | Постоянный | Постоянный | Постоянный | Постоянный | Постоянный        | Постоянный        | Постоянный        | Постоянный        |                   |            |            |
| Лола Глодини         | Элл Гринуэй     | Пост.         | Пост.      |                   |            |            |            |            |            |                   |                   |                   |                   |                   |            |            |
| Шемар Мур            | Дерек Морган    | Постоянный    | Постоянный | Постоянный        | Постоянный | Постоянный | Постоянный | Постоянный | Постоянный | Постоянный        | Постоянный        | Постоянный        | Специальный Гость | Специальный Гость |            |            |
| Мэттью Грей Габлер   | Спенсер Рид     | Постоянный    | Постоянный | Постоянный        | Постоянный | Постоянный | Постоянный | Постоянный | Постоянный | Постоянный        | Постоянный        | Постоянный        | Постоянный        | Постоянный        | Постоянный | Постоянный |
| Эй Джей Кук          | Дженнифер Джеро | Постоянный    | Постоянный | Постоянный        | Постоянный | Постоянный | Период.    | Постоянный | Постоянный | Постоянный        | Постоянный        | Постоянный        | Постоянный        | Постоянный        | Постоянный | Постоянный |
| Кирстен Вангснесс    | Пенелопа Гарсия | Также в ролях | Постоянный | Постоянный        | Постоянный | Постоянный | Постоянный | Постоянный | Постоянный | Постоянный        | Постоянный        | Постоянный        | Постоянный        | Постоянный        | Постоянный | Постоянный |
| Пэйджет Брюстер      | Эмили Прентисс  |               | Постоянный | Постоянный        | Постоянный | Постоянный | Постоянный | Постоянный |            | Специальный Гость |                   | Специальный Гость | Постоянный        | Постоянный        | Постоянный | Постоянный |
| Джо Мантенья         | Дэвид Росси     |               |            | Постоянный        | Постоянный | Постоянный | Постоянный | Постоянный | Постоянный | Постоянный        | Постоянный        | Постоянный        | Постоянный        | Постоянный        | Постоянный | Постоянный |
| Рейчел Николс        | Эшли Сивер      |               |            |                   |            |            | Пост.      |            |            |                   |                   |                   |                   |                   |            |            |
| Джинн Трипплхорн     | Алекс Блейк     |               |            |                   |            |            |            |            | Постоянный | Постоянный        |                   |                   |                   |                   |            |            |
| Дженнифер Лав Хьюитт | Кейт Каллахан   |               |            |                   |            |            |            |            |            |                   | Пост.             |                   |                   |                   |            |            |
| Айша Тайлер          | Тара Льюис      |               |            |                   |            |            |            |            |            |                   |                   | Период.           | Постоянный        | Постоянный        | Постоянный | Постоянный |
| Адам Родригес        | Люк Алвес       |               |            |                   |            |            |            |            |            |                   |                   |                   | Постоянный        | Постоянный        | Постоянный | Постоянный |
| Дэймон Гаптон        | Стивен Уокер    |               |            |                   |            |            |            |            |            |                   |                   |                   | Пост.             |                   |            |            |
| Дэниел Хенни         | Мэтт Симмонс    |               |            |                   |            |            |            |            |            |                   | Специальный Гость |                   | Специальный Гость | Постоянный        | Постоянный | Постоянный |

## Эпизоды

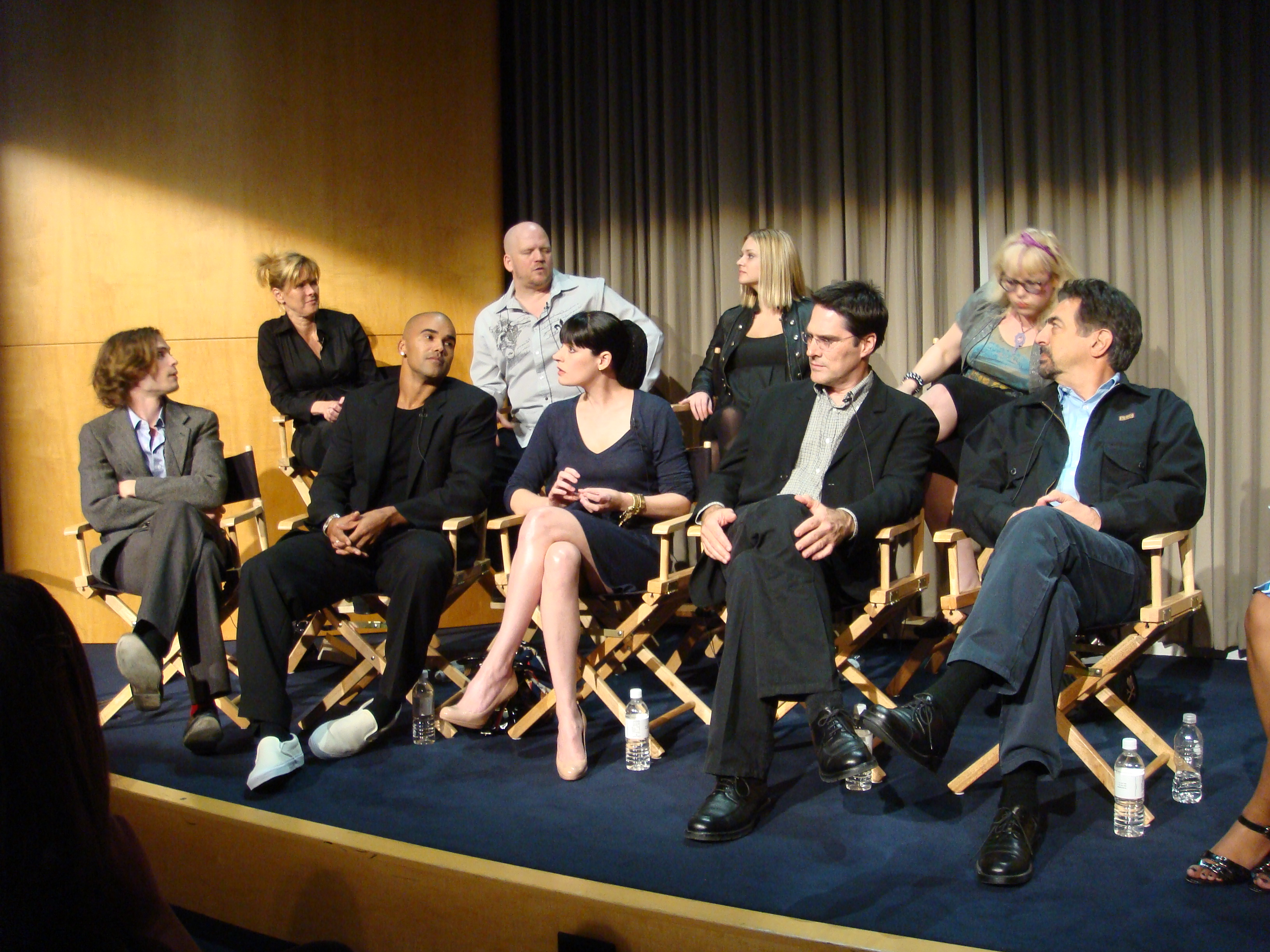
Выступление перед зрителями ведущих актёров сериала (2008)

| Сезон | Сезон | Эпизоды | Дата показа      | Дата показа     | Рейтинг Нильсена | Рейтинг Нильсена       |
| Сезон | Сезон | Эпизоды | Премьера сезона  | Финал сезона    | Ранг             | Зрители США (миллионы) |
| ----- | ----- | ------- | ---------------- | --------------- | ---------------- | ---------------------- |
|       | 1     | 22      | 22 сентября 2005 | 10 мая 2006     | 28               | 12.63                  |
|       | 2     | 23      | 20 сентября 2006 | 16 мая 2007     | 24               | 14.05                  |
|       | 3     | 20      | 26 сентября 2007 | 21 мая 2008     | 24               | 12.78                  |
|       | 4     | 26      | 24 сентября 2008 | 20 мая 2009     | 11               | 14.95                  |
|       | 5     | 23      | 23 сентября 2009 | 26 мая 2010     | 16               | 13.70                  |
|       | 6     | 24      | 22 сентября 2010 | 18 мая 2011     | 10               | 14.11                  |
|       | 7     | 24      | 21 сентября 2011 | 16 мая 2012     | 15               | 13.20                  |
|       | 8     | 24      | 26 сентября 2012 | 22 мая 2013     | 20               | 12.15                  |
|       | 9     | 24      | 25 сентября 2013 | 14 мая 2014     | 12               | 12.66                  |
|       | 10    | 23      | 1 октября 2014   | 6 мая 2015      | 11               | 14.11                  |
|       | 11    | 22      | 30 сентября 2015 | 4 мая 2016      | 16               | 12.20                  |
|       | 12    | 22      | 28 сентября 2016 | 10 мая 2017     | 20               | 10.86                  |
|       | 13    | 22      | 28 сентября 2017 | 18 апреля 2018  | 29               | 9.58                   |
|       | 14    | 15      | 3 октября 2018   | 6 февраля 2019  | 41               | 8,22                   |
|       | 15    | 10      | 8 января 2020    | 19 февраля 2020 |                  |                        |

## Критика
На агрегаторе рецензий Rotten Tomatoes первый сезон телесериала получил всего 25 % свежести со средним рейтингом 3,25 из 10 на основе 8 обзоров. По крайней мере половина всех негативных отзывов в первую очередь ссылалась на аморальность проекта, а консенсус сайта отмечал, что создатели пытаются прикрыть заурядность сюжета «излишним графическим насилием» и «высокопарными литературными отсылками». На сайте Metacritic, использующем среднюю оценку, тот же сезон имеет 42 балла из 100 на основе 21 отзыва.
Мэнди Патинкин ушёл из проекта после второго сезона. Он остался недоволен концепцией телесериала, которая из эпизода в эпизод становилась всё более кровавой и зловещей. Он сказал, что жалеет о своём участии:
Я никогда не думал, что они собирались убивать и насиловать всех женщин каждую ночь, каждый день, неделю за неделей, год за годом. Это было пагубным для моей души и моей личности. После этого я не думал, что смогу работать на телевидении снова.
Уход Патинкина стал шоком и печалью для съёмочной группы. Тем не менее актёр оставался непреклонен в своём мнении:
Эта жестокость на телевидении, я не могу её принять… В США это каждый час, на каждом канале. Один сериал за другим. Людям это нравится, такие сериалы остаются успешными… И я должен был в том тёмном, безрадостном, мрачном месте и играть те роли. Представьте, что вы находитесь на съёмках такого сериала 16 часов в сутки, год за годом… Это разрушало мое сердце и душу. Это не то место, где я хочу быть…

## Рейтинги
| Сезон | Таймслот (EST) | Эпизодов | Премьера              | Премьера             | Финал            | Финал                | ТВ-сезон | Ранг | В среднем зрителей (миллионов) |
| Сезон | Таймслот (EST) | Эпизодов | Дата                  | Зрителей (миллионов) | Дата             | Зрителей (миллионов) | ТВ-сезон | Ранг | В среднем зрителей (миллионов) |
| ----- | -------------- | -------- | --------------------- | -------------------- | ---------------- | -------------------- | -------- | ---- | ------------------------------ |
| 1     | Среда 21:00    | 22       | 22 сентября 2005 года | 19.57                | 10 мая 2006 года | 12.67                | 2005–06  | 28   | 12.63                          |
| 2     | Среда 21:00    | 23       | 20 сентября 2006 года | 15.65                | 16 мая 2007 года | 13.21                | 2006–07  | 24   | 14.05                          |
| 3     | Среда 21:00    | 20       | 26 сентября 2007 года | 12.66                | 21 мая 2008 года | 13.15                | 2007–08  | 24   | 12.78                          |
| 4     | Среда 21:00    | 26       | 24 сентября 2008 года | 17.01                | 20 мая 2009 года | 13.99                | 2008–09  | 11   | 14.95                          |
| 5     | Среда 21:00    | 23       | 23 сентября 2009 года | 15.85                | 26 мая 2010 года | 12.97                | 2009–10  | 16   | 13.70                          |
| 6     | Среда 21:00    | 24       | 22 сентября 2010 года | 14.13                | 18 мая 2011 года | 12.84                | 2010–11  | 10   | 14.11                          |
| 7     | Среда 21:00    | 24       | 21 сентября 2011 года | 14.14                | 16 мая 2012 года | 13.68                | 2011–12  | 15   | 13.20                          |
| 8     | Среда 21:00    | 24       | 26 сентября 2012 года | 11.73                | 22 мая 2013 года | 11.01                | 2012–13  | 20   | 12.15                          |
| 9     | Среда 21:00    | 24       | 25 сентября 2013 года | 11.27                | 14 мая 2014 года | 12.03                | 2013–14  | 12   | 12.66                          |
| 10    | Среда 21:00    | 23       | 1 октября 2014 года   | 11.74                | 6 мая 2015 года  | 9.61                 | 2014–15  | 11   | 14.11                          |
| 11    | Среда 21:00    | 22       | 30 сентября 2015 года | 10.08                | 4 мая 2016 года  | 8.84                 | 2015–16  | 16   | 12.20                          |
| 12    | Среда 21:00    | 22       | 28 сентября 2016 года | 8.92                 | TBD              | TBD                  | 2016–17  | TBD  | TBD                            |

## Награды и номинации
| Год  | Награда                                  | Номинация                                                      | Номинант(ы)                                     | Результат |
| ---- | ---------------------------------------- | -------------------------------------------------------------- | ----------------------------------------------- | --------- |
| 2006 | People’s Choice Awards                   | Любимая новая ТВ-драма                                         | «Мыслить как преступник»                        | Номинация |
| 2006 | Hollywood Post Alliance                  | Выдающийся монтаж для телевидения                              | Джимми Джиритлайан                              | Номинация |
| 2006 | ASCAP Film and Television Music Awards   | Топовый телесериал                                             | Марк Фантини, Стивен Фантини, Скотт Гордон      | Победа    |
| 2007 | ASCAP Film and Television Music Awards   | Топовый телесериал                                             | Марк Фантини, Стивен Фантини, Скотт Гордон      | Победа    |
| 2008 | Награда общества аудиомонтажёров кино    | Лучший звуковой монтаж — музыка для телевидения, краткая форма | Лиза Э. Арфино («Настоящая ночь»)               | Номинация |
| 2008 | Награды BMI за музыку к фильмам и для ТВ | Награда BMI за музыку для телевидения                          | Марк Манчина                                    | Победа    |
| 2008 | Прайм-таймовая премия «Эмми»             | Выдающаяся постановка трюков                                   | Том Эллиот («Чистый лист»)                      | Номинация |
| 2009 | Награды BMI за музыку к фильмам и для ТВ | Награда BMI за музыку для телевидения                          | Марк Манчина                                    | Победа    |
| 2009 | Прайм-таймовая премия «Эмми»             | Выдающаяся постановка трюков                                   | Том Эллиот («Обычный»)                          | Номинация |
| 2010 | Hollywood Music in Media Awards          | Лучший счёт в телешоу                                          | Марк Фантини, Стивен Фантини, Скотт Гордон      | Победа    |
| 2010 | ASCAP Film and Television Music Awards   | Топовый телесериал                                             | Стивен Фантини                                  | Победа    |
| 2011 | People’s Choice Awards                   | Любимая криминальная ТВ-драма                                  | «Мыслить как преступник»                        | Номинация |
| 2011 | Image Awards                             | Выдающийся сценарий к драматическому сериалу                   | Джанин Шерман Барруа («Воспоминание о прошлом») | Номинация |
| 2011 | ASCAP Film and Television Music Awards   | Топовый телесериал                                             | Стивен Фантини                                  | Победа    |
| 2012 | People’s Choice Awards                   | Любимая криминальная ТВ-драма                                  | «Мыслить как преступник»                        | Номинация |
| 2012 | Image Awards                             | Выдающийся сценарий к драматическому сериалу                   | Джанин Шерман Барруа («Горько-сладкая наука»)   | Номинация |
| 2012 | ASCAP Film and Television Music Awards   | Топовый телесериал                                             | Стивен Фантини                                  | Победа    |
| 2012 | Прайм-таймовая премия «Эмми»             | Выдающаяся постановка трюков                                   | Том Эллиот («Горько-сладкая наука»)             | Номинация |
| 2013 | People’s Choice Awards                   | Любимая криминальная ТВ-драма                                  | «Мыслить как преступник»                        | Номинация |
| 2013 | MovieGuide Awards                        | Faith and Freedom Award                                        | «Мыслить как преступник» (эпизод «Падший»)      | Номинация |
| 2013 | Image Awards                             | Выдающийся сценарий к драматическому телесериалу               | Джанин Шерман Барруа («Пакт»)                   | Номинация |
| 2013 | Награды BMI за музыку к фильмам и для ТВ | Награда BMI за музыку для ТВ                                   | Марк Манчина                                    | Победа    |
| 2013 | ASCAP Film and Television Music Awards   | Топовый телесериал                                             | Марк Фантини, Стивен Фантини, Скотт Гордон      | Победа    |
| 2014 | People’s Choice Awards                   | Любимая криминальная ТВ-драма                                  | «Мыслить как преступник»                        | Номинация |
| 2014 | Image Awards                             | Выдающийся сценарий к драматическому сериалу                   | Джанин Шерман Барруа («Странный фрукт»)         | Победа    |
| 2014 | Image Awards                             | Выдающийся актёр в драматическом сериале                       | Шемар Мур                                       | Номинация |
| 2014 | Image Awards                             | Выдающаяся режиссура в драматическом сериале                   | Роб Харди («Точная копия»)                      | Номинация |
| 2015 | People’s Choice Awards                   | Лучшая криминальная ТВ-драма                                   | «Мыслить как преступник»                        | Номинация |
| 2015 | People’s Choice Awards                   | Лучший актёр в криминальной ТВ-драме                           | Шемар Мур                                       | Номинация |
| 2015 | Prism Awards                             | Лучший эпизод драматического сериала о психическом здоровье    | «Мыслить как преступник» (эпизод «Край зимы»)   | Номинация |
| 2015 | Телефестиваль в Монте-Карло              | Награда интернациональной аудитории лучшей ТВ-драме            | Touchstone Television, The Mark Gordon Company  | Номинация |
| 2015 | Image Awards                             | Выдающийся актёр в драматическом сериале                       | Шемар Мур                                       | Победа    |
| 2015 | Image Awards                             | Выдающаяся режиссура в драматическом сериале                   | Ханель Калпеппер («Край зимы»)                  | Номинация |
| 2016 | People’s Choice Awards                   | Любимая криминальная ТВ-драма                                  | «Мыслить как преступник»                        | Номинация |
| 2016 | People’s Choice Awards                   | Любимый актёр в криминальной ТВ-драме                          | Шемар Мур                                       | Номинация |
| 2017 | People’s Choice Awards                   | Любимая криминальная ТВ-драма                                  | «Мыслить как преступник»                        | Победа    |

## Спин-оффы
У сериала два спин-оффа «Мыслить как преступник: Поведение подозреваемого» (2011) и «Мыслить как преступник: За границей» (2016).
В феврале 2011 года на канале CBS вышел спин-офф «Мыслить как преступник: Поведение подозреваемого». Был снят 1 сезон из 13 серий. Звездой сериала стал обладатель «Оскара» Форест Уитакер. Сериал был закрыт.
В начале 2015 года один из авторов сериала сообщил о выходе нового спин-оффа «Мыслить как преступник: За границей», в котором главную роль сыграет американский актёр Гэри Синиз. Сюжет построен вокруг нового подразделения ФБР, которое занимается проблемами американских граждан за границей. Позже было заявлено, что в апреле выйдет эпизод основного сериала, в котором будет показано взаимодействие двух отделов. В 2016 году сериал был продлён на второй сезон, а в мае 2017 года был закрыт.

## Продолжение
В ноября 2022 года стартовал на экранах новый сезон «Мыслить как преступник» но с новым названием "Мыслить как преступник: Эволюция" (Criminal Minds: Evolution) на платформе Paramount+. В март 2025г объявлено о продлении сериала на 4й сезон. 

## Издания на DVD
| Сезон | Количество эпизодов | Даты релизов          | Даты релизов         | Даты релизов        | Даты релизов      |
| Сезон | Количество эпизодов | Регион 1              | Регион 2             | Регион 4            | Количество дисков |
| ----- | ------------------- | --------------------- | -------------------- | ------------------- | ----------------- |
| 1     | 22                  | 28 ноября 2006 года   | 12 февраля 2007 года | 3 ноября 2007 года  | 6                 |
| 2     | 23                  | 2 октября 2007 года   | 5 мая 2008 года      | 1 апреля 2008 года  | 6                 |
| 3     | 20                  | 16 сентября 2008 года | 6 апреля 2009 года   | 18 марта 2009 года  | 5                 |
| 4     | 26                  | 8 сентября 2009 года  | 1 марта 2010 года    | 9 марта 2010 года   | 7                 |
| 5     | 23                  | 7 сентября 2010 года  | 28 февраля 2011      | 2 марта 2011 года   | 6                 |
| 6     | 24                  | 6 сентября 2011 года  | 28 ноября 2011 года  | 30 ноября 2011 года | 6                 |
| 7     | 24                  | 4 сентября 2012 года  | 26 ноября 2012 года  | 7 ноября 2012 года  | 6                 |
| 8     | 24                  | 3 сентября 2013 года  | 9 декабря 2013 года  | 4 декабря 2013 года | 6                 |
| 9     | 24                  | 26 августа 2014 года  | 8 декабря 2014 года  | 3 декабря 2014 года | 6                 |
| 10    | 23                  | 25 августа 2015 года  | 7 декабря 2015 года  | 2 декабря 2015 года | 6                 |
| 11    | 22                  | 30 августа 2016 года  | 5 декабря 2016 года  | 7 декабря 2016 года | 6                 |